# Pete Best
Pete Best, Randolph Peter Best (Csennai, 1941. november 24. –) brit zenész, 1960-62 között a Beatles dobosa.

## Fiatalkori évek
Brit Indiában született, 4 éves koráig ott is élt, amikor anyja, Mona Best a II. világháború után, 1945 decemberében Liverpoolba költözött.
Pete West Derby-ben élt egy ideig, ahol a Blackmoor Park általános iskolába járt. Később a Liverpool Collegiate Grammar School-ban tanult, akkor határozott úgy, hogy zenekart hoz létre. Anyja vett neki egy dobfelszerelést, és Pete vezetésével megalakult a Black Jacks. Közben házuk pincéjében Mona kinyitotta a Casbah Coffee Club-ot, ami Pete korábbi ötlete volt, hogy legyen hol találkozni és zenét hallgatni a haverokkal. Ez a klub lett a Black Jack törzshelye. Ebben a klubban adta első koncertjeinek némelyikét a The Beatles is, de akkor még Quarrymen néven. 1960-ban összebarátkozott Neil Aspinall-lal, aki hamarosan szobát bérelt Bestéknél, s később ő lett a Beatles útimarsallja.

## A Beatlessel Hamburgban
1960-ban Allan Williams lekötött egy koncertszezont a Beatlesnek Hamburgban augusztus 17-i kezdéssel, azonban az együttesnek nem volt állandó dobosa. Paul McCartney is körülnézett, kivel lehetne betölteni a dobos helyét. Azt tudta Pete-ről, hogy megbízható dobos, aki a ritmust kiváló lábdob technikájával is támogatja, s ez meggyőzte őt arról, hogy Best a megfelelő ember. Rábeszélte hát, hogy tartson velük heti 15 font fizetés ellenében. 
Best addigra letette iskolai vizsgáit – ellentétben a többi Beatles-fiúval –, megvolt a lehetősége, hogy tanárképző főiskolán tanulhasson tovább, de ő ekkor úgy döntött, hogy a zenét választja, mivel az fényesebb lehetőségekkel kecsegtetett. Volt egy gyors meghallgatáson a Jacaranda klubban, ami Williams tulajdona volt, és már másnap elutaztak Hamburgba. Williams később elárulta, hogy a meghallgatás teljesen felesleges volt, mert az idő rövidsége miatt úgysem találtak volna más alkalmas személyt, de ezt nem árulhatták el Pete-nek, mert félő volt, hogy akkor magasabb fizetést követel.
Hamburgban először az Indra klubban léptek fel, és a Bambi Kino mozi koszos, szűk, hideg szobáiban laktak közvetlenül a filmvászon mögött. Később a Kaiserkellerben játszottak, ami már nagyobb volt az Indránál, de a szállás maradt. A szerződtetőjükkel Bruno Koschmiderrel és környezetükkel Pete révén tudtak érintkezni, mivel ő korábban már tanult németül. Talán Pete némettudásának is köszönhető, hogy a Top Ten Club tulajdonosa, Peter Eckhorn több pénz és valamivel jobb szállás ígéretével átcsalogatta őket magához, mert ekkor a Beatles már Hamburg-szerte népszerűvé vált. A fiúk így felrúgták a Koschmiderrel kötött megállapodást. 
Amikor Best és McCartney visszamentek a Bambi Kinóba a cuccaikért, Paulnak az az ötlete támadt, hogy leckéztessék meg sérelmeikért Koschmidert. Kerített egy óvszert, egy szögre akasztotta és meggyújtotta. Szerencséjükre a fal betonból volt, így nem keletkezett komoly kár, de Koschmider mindkettőjüket feljelentette gyújtogatás kísérletéért. Pete és Paul 3 órát töltött a helyi börtönben, majd kiutasították őket Németországból. Közben kiderült, hogy George Harrison még nem töltötte be a 18. életévét, így illegális munkavállalónak számított, így ő is mehetett haza.
A Liverpoolba hazatért Beatles tagjai olyan letörtek voltak a sikeresen zajlott, de csúnya véget ért turné miatt, hogy hetekig semmit sem tudtak egymásról. Csupán Pete volt aktív, többször is telefonált Németországba, hogy a csapat ottmaradt felszereléseit, és a saját dobfelszerelését visszaszerezze. E törekvései közben nagy szerencse érte – Eckhorn, a Top Ten főnöke új szerződést ajánlott a Beatlesnek, méghozzá kétszer annyi fizetésért, mint amit korábban Koschmider adott. 
Az ex-Black Jack gitáros, Chas Newby, a betegen Hamburgban fekvő Stuart Sutcliffe helyett basszusozott párszor a magához térő csapatban. Később elmesélte, milyen változásokat látott már az első hamburgi turné után a zenéjükben: Pete dobjátéka annyira erőteljes volt, hogy ez a gitárosokat arra késztette, hogy keményebben és hangosabban játsszanak. Pete keményebb dobolási stílusa viszont éppen azért fejlődött ki, mert a koncerteken Paul állandóan azt hajtotta neki: Húzz bele! Pete-nek volt egy specialitása is, ő énekelte a Peppermint Twistet, míg McCartney dobolt, ám valójában nem érezte jól magát frontemberként. A Beatles 1961 áprilisában tért vissza Hamburgba. Miközben a Top Tenben játszottak, Tony Sheridan őket szemelte ki kísérőzenekarának, hogy a német Polydor Recordsnál felvegye a My Bonnie című lemezét. Az album Tony Sheridan és a Beat Brothers előadásában jelent meg – bárki kísérte is Sheridant, ez a le nem védett név volt kötelező számára.

## A Decca, a Parlophone és a kirúgás a Beatlesből
Brian Epstein, aki alig egy hónapja menedzselte a Beatlest, 1962. újév napjára egy meghallgatást szervezett meg a fiúk számára a Decca Records lemezkiadónál Londonban. 15 dalt vettek fel, főként feldolgozásokat, de Lennon szerint is rettenetesen rosszul játszottak. Egy hónap múlva megjött a Decca elutasító válasza, amiről Best nem tudott. 5 hónappal később, 1962 júniusában vették fel az első Parlophone felvételeiket az Abbey Road Studios-ban, ahol George Martin volt az EMI producere. 
Martin a felvételen nem volt jelen, de utána meghallgatva a dalokat azt mondta, hogy a gitárosok megfelelnek, ám a dobos helyett egy tapasztalt stúdiódobosra van szükség: Best játéka nem ad elég támogatást a gitárosoknak. Maga Martin is sajnálkozását fejezte ki több év múlva a döntés és annak szomorú következményei miatt, de a lemezfelvételek alatti stúdiódobos alkalmazása általános gyakorlat volt akkoriban. Később Paul McCartney is elismerte, hogy nem álltak ki kellően Pete mellett, mert a karrierjükről volt szó. Féltek, hogy nem kötnek velük lemezszerződést, bár érezték, nemcsak erről a felvételről van szó, hanem Best végleges eltávolításáról. Best valóban kilógott egy kicsit a sorból, nem vett részt a többiek bulijain, visszahúzódó és csendes volt. Ezek után Epstein döntött. A Parlophone-nal kötendő szerződés kútba esése akár végleg visszavetheti a csapatot, sőt, a széteséséhez is vezethet, tehát Bestnek mennie kell. 1962. augusztus derekán behívta irodájába Pete-et és hivatalosan közölte vele a Beatles-tagságának megszűntét.
Best kirúgása a zenekarból óriási tiltakozási hullámot váltott ki a rajongók táborában, mert nagyon népszerű volt. "Pete örökké, Ringo soha!" feliratú táblákkal tüntettek sokáig a legfanatikusabbak. Mindhiába. A Love Me Do felvételekor már Andy White dobolt és a leendő állandó dobos, Ringo Starr.
Epstein felajánlotta Bestnek, hogy szervez köré egy másik zenekart, de ezt Pete visszautasította. Letört és depressziós lett, hetekig ki sem mozdult otthonról. Epstein titokban megegyezett egyik koncertszervező partnerével, Joe Flannery-vel, hogy a Lee Curtis & The All Stars-t Curtis kiválása után kereszteljék át Pete Best & The All Stars névre. Leszerződtek a Decca-hoz és egy kislemezt is felvettek, de a lemez teljesen sikertelen maradt.
Best ezután a nyakába vette az USA-t, hogy ott a dalszerző Wayne Bickerton és Tony Waddington támogatásával turnézzon The Pete Best Four, később pedig The Pete Best Combo néven. Az 50-es évek dalait új hangzással ötvözték, de kevés sikerrel jártak. Végül a Savage Records révén Bestnek sikerül kiadni egy lemezt Best of the Beatles címmel, de címben szereplő szójáték rosszul sült el. Akik nem olvasták el vásárlás előtt a borítón a dalok címeit és a zenészek neveit, nagyot csalódtak: nem a Beatles legjobb számait vették meg, hanem a Beatles (Pete) Bestjének a lemezét. A zenekar rövid úton fel is oszlott.
Bestnek a Beatlemania tombolása adta meg a kegyelemdöfést. Teljesen összetört, az öngyilkosság gondolatával foglalkozott, amitől anyja és testvére tartotta csak vissza. Sokáig egy pékségben dolgozott heti 8 font fizetésért, majd tanulmányainak köszönhetően sikerült köztisztviselőként elhelyezkednie a Garston Jobcentre-ben Liverpoolban. Közben megnősült és két lánya született. A Beatlesről évtizedekig nem volt hajlandó nyilatkozni, a hetvenes években egy ízben Tardos Péter zenei szakíró is megkereste Londonban egy musicalelőadás során, ahol Best dobolt, hogy meginterjúvolja, de rövid úton őt is lerázta.

## The Pete Best Band
Pete Best 20 évnyi hallgatás után 1988-ban újra a közönség elé lépett. Rendszeresen turnézik a világban a Pete Best Band-del, a koncerteken féltestvérével, Roaggal felváltva dobolnak. A Pete Best Band 2008-as Haymans Green c. albuma teljes egészében saját dalokat tartalmaz.

## Elismerések
Pete Bestet 2007. július 6-án beválasztották az All You Need Is Liverpool zenei hírességek csarnokába, 2011. július 25-én pedig két utcát neveztek el róla Liverpoolban: Pete Best Drive és Casbah Close.